# Wiktor Kozłowski

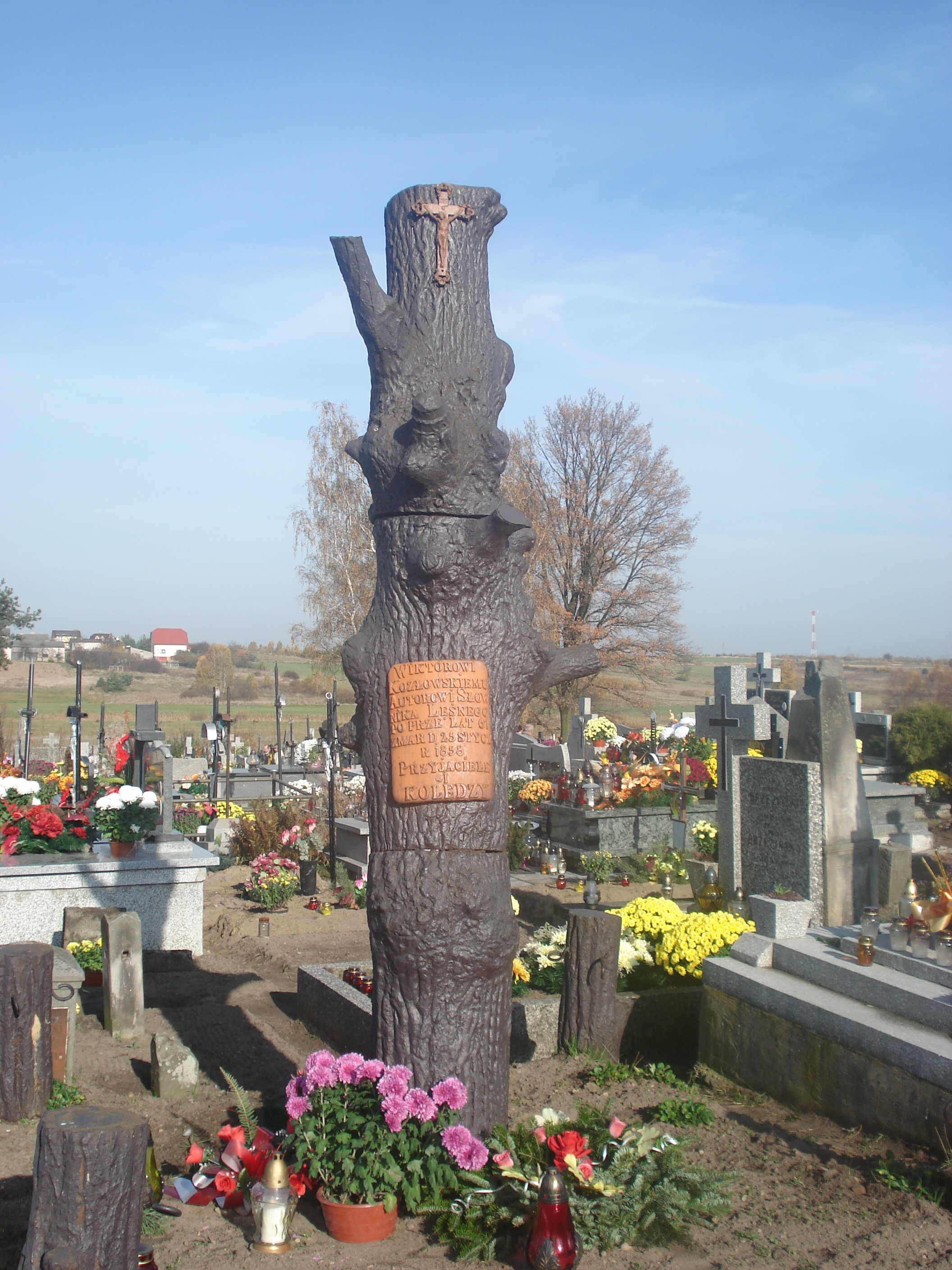
Nagrobek Kozłowskiego na cmentarzu w Chlewiskach

Wiktor Kazimierz Grzegorz Kozłowski (ur. 11 marca 1791 w majątku Lubmagierowizna koło Bielska Podlaskiego, zm. 25 stycznia 1858 w Koszorowie k. Szydłowca) – kapitan Wojska Polskiego, powstaniec listopadowy, leśnik.
Urodził się w 1791 r. w byłym Departamencie Białostockim Guberni Grodzieńskiej na Podlasiu. Ochrzczony został w parafii Narodzenia Matki Boskiej w Bielsku Podlaskim. Otrzymał wykształcenie podstawowe kończąc szkoły w Białymstoku i Świsłoczy. Studiował leśnictwo na Cesarskim Uniwersytecie Wileńskim. Po studiach odbył służbę wojskową wstępując do Armii Księstwa Warszawskiego. Uczestniczył w tzw. drugiej wojnie polskiej 1812 r. Po upadku Księstwa Warszawskiego pozostał w kraju gdzie zakończył służbę wojskową w 1818 r. w stopniu kapitana. Następnie podjął naukę w Szkole Leśnej w Warszawie. Okres 1818-1828 poświęcił stałemu dokształcaniu się, które łączył z pracą zawodową. Od 1819 r. został pracownikiem administracji lasów rządowych. Był wtedy nadleśnym w Bodzentynie. W 1828 r. zaproponowano mu posadę wykładowcy praktyki leśnej w Szkole Leśnej w Siekiernie, którą przyjął zostając profesorem nadzwyczajnym. Wziął udział w powstaniu listopadowym odbywając później kampanię 1831 r. w oddziałach strzelców konnych. Ranny pod Józefowem, wykorzystując przeniesienie do szpitala polowego zdezerterował z szeregów powstańczych. 
Był utalentowanym pedagogiem i znawcą tematyki leśnictwa, jednak po incydencie powstańczym nie było dla niego miejsca w szkolnictwie. Dlatego od 1840 r. zostaje nadleśniczym w Chlewiskach. Sześć lat później wydał książkę pt. Słownik leśny, bartniczy, bursztyniarski i orylski, który znacznie przyczynił się do rozwoju teorii leśnictwa. Napisał również słownik gwary łowieckiej ( Pierwsze początki terminologii łowieckiej 1822), publikował wiele artykułów w dziedzinie leśnictwa i łowiectwa na łamach Sylwana. Uczciwy i bezkompromisowy narażał się krytykując prywatę, złodziejstwo i nadużycia urzędnicze. Właśnie te cechy doprowadziły Wiktora Kozłowskiego do tragedii. Z zemsty dwukrotnie podpalano mu dom i zabudowania gospodarcze. Załamał się. W dodatku tracił wzrok i słuch. 
Kozłowski był posiadaczem niezwykłych zbiorów bibliotecznych, których duża część była jego własnymi pracami. Stworzył Bibliotekę z drzew leśnych, będącą zielniczą dokumentacją drzewostanu lasów polskich. Zebrał także pokaźną kolekcję minerałów.  
Uczniowie i przyjaciele wystawili mu pomnik nagrobny na pobliskim cmentarzu w Chlewiskach, gdzie został pochowany. Ponadto jego nazwiskiem nazwano rezerwat przyrody Góra Sieradowska